# Gnevny (1938)
El destructor Gnevny (en ruso: Гневный, lit. 'Furioso') fue el buque líder de la clase Gnevny (oficialmente conocido como Proyecto 7) construidos para la Armada Soviética a finales de la década de 1930. Completado en 1938, fue asignado a la Flota del Báltico y desempeñó un papel menor en la Guerra de Invierno de 1939-1940 cuando la Unión Soviética invadió Finlandia. Unos días después del inicio de la invasión alemana de la Unión Soviética en junio de 1941, el buque chocó contra una mina alemana y resultó gravemente dañado. Después de rescatar a los sobrevivientes, los soviéticos intentaron infructuosamente hundir el Gnevny con su artillería principal, antes de retirarse y abandonar sus restos. Tres días después fue hundido por bombarderos alemanes.   

## Diseño y desarrollo
Después de construir los destructores de clase Leningrado, grandes y costosos de 40 nudos (74 km/h), la Armada soviética buscó la asistencia técnica de Italia para diseñar destructores más pequeños y más baratos. Obtuvieron la licencia de los planos de los destructores italianos de la clase Folgore y, al modificarlos para sus propósitos, sobrecargaron un diseño que ya era algo poco estable.
Los destructores de la clase Gnevnys tenían una eslora total de 112,8 metros, una manga de 10,2 metros y un calado de 4,8 metros a toda carga. Los buques tenían un sobrepeso significativo, casi 200 toneladas más pesados de lo diseñado, desplazando 1612 toneladas con carga estándar y 2039 toneladas a toda carga. Su tripulación constaba de 197 oficiales y marineros en tiempo de paz y 236 en tiempo de guerra.
Los buques contaban con un par de turbinas de vapor con engranajes, cada una impulsaba una hélice, capaz de producir 48,000 caballos de fuerza en el eje (36,000 kW) usando vapor de tres calderas de tubos de agua que estaba destinado a darles una velocidad máxima de 37 nudos (69 km/h). Los diseñadores habían sido conservadores al calificar las turbinas y muchos, pero no todos, los buques excedieron fácilmente su velocidad diseñada durante sus pruebas de mar. Las variaciones en la capacidad de fueloil significaron que el alcance de los destructores de la clase Gnevny variaba entre 1670 y 3145 millas náuticas (3.093 a 5.825 km; 1.922 a 3.619 millas) a 19 nudos (35 km/h).
Tal y como estaban construidos, los buques de la clase Gnevny montaban cuatro cañones B-13 de 130 mm en dos pares de monturas individuales superfuego a proa y popa de la superestructura. La defensa antiaérea corría a cargo de un par de cañones 34-K AA de 76,2 mm en monturas individuales y un par de cañones AA 21 K de 45 mm, así como dos ametralladoras AA DK o DShK de 12,7 mm. Así mismo, llevaban seis tubos lanzatorpedos de 533 mm en dos montajes triples giratorios; cada tubo estaba provisto de una recarga. Los buques también podrían transportar un máximo de 60 o 95 minas y 25 cargas de profundidad. Fueron equipados con un juego de hidrófonos Marte para la guerra antisubmarina, aunque eran inútiles a velocidades superiores a tres nudos (5,6 km/h). Los buques estaban equipados con dos paravanes K-1 destinados a destruir minas y un par de lanzadores de cargas de profundidad.

## Historial de combate
Construido en el astillero núm. 190 de Leningrado (Zhdanov) con el número de astillero 501. Se inició su construcción el 8 de diciembre de 1935, se botó el 13 de julio de 1936. El buque fue finalmente completado el 23 de diciembre de 1938 y asignado a la Flota del Báltico el 23 de diciembre de 1938.
El 14 de diciembre de 1939, durante la Guerra de Invierno, bombardeó las fortificaciones finlandesas en Utö en las Islas Åland . El 23 de junio de 1941, un día después de que comenzara la Operación Barbarroja, al Gnevny se le encomendó la tarea de cubrir las operaciones de colocación de minas en el estrecho de Irben en el Golfo de Finlandia junto con el resto de la 1.ª División del Destacamento de Fuerzas Ligeras de la Flota del Báltico: formado además por el crucero ligero Máximo Gorki y sus buques gemelos los destructores Gordy y Steregushchy. Se toparon con un campo de minas alemán de 16 a 18 millas náuticas (30 a 33 km) al noroeste del faro de Tajuna y una mina le voló la proa, matando a veinte tripulantes e hiriendo a otros veintitrés. Su tripulación, a la que se le ordenó abandonar el barco después de que el comandante de la fuerza recibiera varios informes de que habían visto periscopios submarinos, fue evacuada a bordo del Gordy. Los barcos que lo acompañaban intentaron sin éxito hundir al Gnevny con su artillería principal. Dos días después, el buque abandonado fue descubierto por tres bombarderos alemanes Junkers Ju 88, que lo bombardearon y hundieron. El destructor fue eliminado de la Lista de la Marina el 27 de julio.